# Los Saltimbanquis (Doré)
Los saltimbanquis también conocida como El niño herido es una pintura al óleo sobre lienzo creada en 1874 por el artista francés Gustave Doré. Representa a una familia de acróbatas, golpeada por la tragedia: el hijo, mortalmente herido en la cabeza, yace en los brazos de su madre después de un accidente durante una actuación de funambulismo.

## Descripción
La luz en el cuadro se centra en el niño y la madre; el fondo del cuadro, donde los espectadores observan la escena, es mucho más oscuro. Podemos dividir el cuadro en dos partes, dibujando una diagonal imaginaria que iría desde la esquina superior derecha a la esquina inferior izquierda. La posición del niño sigue esta línea, y se ve reforzada por la palidez de su jubón blanco (los pliegues de la prenda muestran que no es su piel).
Los brillantes colores de las vestimentas circenses contrastan con la blancura de la ropa del niño herido, pero iluminado como si estuviera radiante mientras su madre lo sostiene en sus brazos. El niño y la madre son los protagonistas y están situados en posición central, y por tanto se ven a plena luz. La madre está vestida para evocar la figura de la gitana, con una tela larga de color azul, una corona dorada y zapatillas de ballet, de la adivina, con las cartas a sus pies, y la bruja, con el búho como mascota. Ella sostiene a su hijo moribundo en sus brazos, contra su cuerpo. Tiene los ojos cerrados y una lágrima corre por su rostro mientras lo besa. Está sentada sobre un tambor y se ven otros instrumentos musicales a la derecha.
Además de la malla blanca, el pequeño viste unos pantalones cortos rojos que resaltan el color de la sangre de la herida en la cabeza del niño, que empapa un paño blanco que su madre presiona sobre su cabeza.
A la izquierda, el padre sentado y encorvado observa la escena. Su postura y su gesto muestran una profunda tristeza, con lágrimas en sus ojos. Todavía está vestido con el traje de payaso completamente rojo, sigue maquillado y lleva un sombrero, o el cabello teñido, igualmente rojo. Sostiene en sus manos las zapatillas de circo: el acto ha terminado debido a las dramáticas circunstancias.
Al fondo, en la oscuridad, a la izquierda del padre, en el borde del encuadre, una multitud de acróbatas y curiosos observan al grupo familiar.
También se muestran tres animales cerca del grupo: dos perros y un búho. Junto al padre, hay un bulldog, que está sentado a su derecha, y que también mira con tristeza al niño. Cerca de la madre hay un bichón. Está cubierto con una prenda cuyos patrones son similares a los del vestido de su dueña, pero con los colores azul, dorado y plateado invertidos, en negativo. El animal pone su pata delantera izquierda sobre ella y también mira hacia el niño. Los dos perros parecen empatizar con el sufrimiento de sus amos y compartir su emoción.
El único animal que no observa la escena es el búho, que está encadenado en el borde del tambor donde está sentada la mujer. El búho, con los ojos bien abiertos, da la impresión de mirar en dirección a los espectadores del cuadro. Su presencia anuncia la muerte del niño. Ya desde los romanos, esta ave se consideraba de mal agüero, y escuchar su ulular en la noche se creía que anunciaba la muerte inminente de un familiar. Según el propio Doré, el niño se está muriendo. "Se está muriendo. Quería retratar un despertar tardío en estos dos seres endurecidos, casi brutales. Para ganar dinero, mataron a su hijo y al matarlo, descubrieron que tenían corazón". Las cartas desplegadas en el suelo refuerzan esta idea. Dispuestas en semicírculo, en línea con los cuerpos de madre e hijo, se destaca un naipe, se trata del as de espadas que simboliza la muerte. ¿La adivina leyó el destino de su hijo tirando las cartas?

## Simbolismo
La posición del padre separado de la madre y el niño se ajusta al modelo de las pinturas cristianas del belén que a menudo representan a José separado de la Virgen María y el Niño Jesús. La madre está vestida de azul, un color que comúnmente se asocia con la Virgen María. En una entrevista, Doré comentó sobre el simbolismo cristiano de la pintura, diciendo "...[Los Saltimbanquis] habría planteado un buen contraste con 'Los mártires cristianos', cada uno en un estilo completamente diferente".

## Procedencia
El cuadro fue comprado por la ciudad francesa de Clermont-Ferrand en 1937. Se exhibe en el Museo de Arte Roger-Quilliot de la ciudad, en el piso reservado al arte francés del siglo XIX. En 2011, se eligió esta pintura como la favorita del museo por parte de sus visitantes.